# Psoralea papillosa
Psoralea papillosa är en ärtväxtart som beskrevs av Auct. Psoralea papillosa ingår i släktet Psoralea och familjen ärtväxter. Inga underarter finns listade i Catalogue of Life.